# 11897 Lemaire
11897 Lemaire eller 1991 GC7 är en asteroid i huvudbältet som upptäcktes den 8 april 1991 av den belgiske astronomen Eric W. Elst vid La Silla-observatoriet. Den är uppkallad efter Joseph F. Lemaire.
Asteroiden har en diameter på ungefär 4 kilometer.